# Streaming Songs
La classifica delle Streaming Songs è redatta settimanalmente da Billboard e indica le canzoni più ascoltate nelle radio online, in on-demand e video sui più importanti servizi di streaming musicale statunitensi. Rappresenta uno dei tre componenti, insieme all'airplay (Hot 100 Airplay) e alle vendite (Hot Digital Songs e Hot Singles Sales), che determinano le posizioni in classifica dei brani nella   Billboard  Hot 100, che classifica le canzoni più popolari negli Stati Uniti.
Il direttore editoriale di Billboard Bill Werde affermò che il successo di Harlem Shake «li ha spinti a mettere in atto la politica della classifica dopo due anni di discussioni con YouTube». La prima canzone a toccare la vetta fu Thrift Shop di Macklemore & Ryan Lewis feat. Wanz il 19 gennaio 2013.

## Record

### Canzoni con il maggior numero di settimane alla prima posizione
| Settimane | Brano                           | Artista | Anno/i  |
| --------- | ------------------------------- | --- | ------- |
| 22        | All I Want for Christmas Is You | Mariah Carey | 2019–25 |
| 20        | Old Town Road                   | Lil Nas X feat. Billy Ray Cyrus                                                                                     | 2019    |
| 19        | Last Night                      | Morgan Wallen | 2023    |
| 16        | Despacito                       | Luis Fonsi & Daddy Yankee feat. Justin Bieber                                                                       | 2017    |
| 14        | Panda                           | Desiigner | 2016    |
| 14        | Rockstar                        | Post Malone feat. 21 Savage                                                                                         | 2017    |
| 13        | Wrecking Ball                   | Miley Cyrus | 2013–14 |
| 13        | Fancy                           | Iggy Azalea feat. Charli XCX                                                                                        | 2014    |
| 13        | The Box                         | Roddy Ricch | 2020    |
| 13        | We Don't Talk About Bruno       | Carolina Gaitán, Mauro Castillo, Adassa, Rhenzy Feliz, Diane Guerrero, Stephanie Beatriz e il cast del film Encanto | 2022    |
| 12        | Uptown Funk                     | Mark Ronson feat. Bruno Mars                                                                                        | 2015    |
| 12        | Closer                          | The Chainsmokers feat. Halsey                                                                                       | 2016    |
| 11        | We Can't Stop                   | Miley Cyrus | 2013    |
| 10        | All About That Bass             | Meghan Trainor | 2014    |
| 10        | Watch Me                        | Silentó | 2015    |
| 10        | Bad and Boujee                  | Migos feat. Lil Uzi Vert                                                                                            | 2017    |
| 10        | Rockstar                        | DaBaby feat. Roddy Rich                                                                                             | 2020    |
| 10        | WAP                             | Cardi B feat. Megan Thee Stallion                                                                                   | 2020    |

Fonti:

### Canzoni con il più alto numero di streaming accumulati in 24 ore
- 143 milioni, Old Town Road – Lil Nas X featuring Billy Ray Cyrus (20 aprile 2019)
- 116,2 milioni, In My Feelings – Drake (28 luglio 2018)
- 103,1 milioni, Harlem Shake – Baauer (2 marzo 2013)
- 101,7 milioni, God's Plan – Drake (3 marzo 2018)
- 93,8 milioni, Thank U, Next – Ariana Grande (15 dicembre 2018)
- 93 milioni, WAP – Cardi B featuring Megan Thee Stallion (22 agosto 2020)
- 85,3 milioni, 7 Rings – Ariana Grande (2 febbraio 2019)
- 84,5 milioni, Look What You Made Me Do – Taylor Swift (16 settembre 2017)
- 77,2 milioni, The Box – Roddy Ricch (25 gennaio 2020)
- 76,4 milioni, I Had Some Help – Post Malone featuring Morgan Wallen (25 maggio 2024)
- 76,2 milioni, Fortnight – Taylor Swift featuring Post Malone (4 maggio 2024)
- 76,1 milioni, Drivers License – Olivia Rodrigo (23 gennai 2021)

Fonti:

### Artisti con il maggior numero di numero uno
| Posizione | Artista             | Canzoni | Fonte  |
| --------- | ------------------- | ------- | ------ |
| 1         | Drake               | 20      | [ 14 ] |
| 2         | Taylor Swift        | 8       | [ 15 ] |
| 3         | Justin Bieber       | 6       | [ 16 ] |
| 3         | Ariana Grande       | 6       | [ 17 ] |
| 4         | Travis Scott        | 5       | [ 18 ] |
| 5         | Cardi B             | 4       | [ 19 ] |
| 5         | Miley Cyrus         | 4       | [ 20 ] |
| 5         | Lil Baby            | 4       | [ 21 ] |
| 5         | Megan Thee Stallion | 4       | [ 22 ] |
| 5         | Kendrick Lamar      | 4       | [ 23 ] |
| 5         | Beyoncé             | 4       | [ 24 ] |
| 6         | Juice Wrld          | 3       | [ 25 ] |
| 6         | Kanye West          | 3       | [ 26 ] |
| 6         | Olivia Rodrigo      | 3       | [ 27 ] |

### Artisti con il maggior numero di settimane alla prima posizione
| Posizione | Artista         | Settimane | Fonte  |
| --------- | --------------- | --------- | ------ |
| 1         | Drake           | 60        | [ 14 ] |
| 2         | Justin Bieber   | 35        | [ 16 ] |
| 3         | Miley Cyrus     | 29        | [ 20 ] |
| 4         | Lil Nas X       | 24        | [ 28 ] |
| 5         | Roddy Ricch     | 23        | [ 29 ] |
| 6         | Mariah Carey    | 21        | [ 30 ] |
| 6         | Ariana Grande   | 21        | [ 17 ] |
| 8         | Billy Ray Cyrus | 20        | [ 31 ] |
| 8         | Post Malone     | 20        | [ 32 ] |
| 10        | 21 Savage       | 19        | [ 33 ] |
| 10        | Taylor Swift    | 19        | [ 15 ] |

### Record aggiuntivi
- All I Want for Christmas Is You di Mariah Carey è la prima canzone natalizia a raggiungere la vetta della Streaming Songs, riuscendoci nella pubblicazione del 5 gennaio 2019 grazie a 51,9 milioni di streaming.[34] In seguito, con la pubblicazione del 7 gennaio 2023, anche Rockin' Around the Christmas Tree di Brenda Lee ha raggiunto la vetta della suddetta classifica con 46,87 milioni di streaming.[35]
- Rockin' Around the Christmas Tree di Brenda Lee è la canzone più datata ad aver raggiunto la vetta della Streaming Songs, essendo stata pubblicata nel 1958. Inoltre, detiene il record per il maggior lasso temporale impiegato dal suo debutto al raggiungimento della prima posizione, con oltre 7 anni, nonché il maggior numero di settimane prima di raggiungere la vetta, con 43.
- Old Town Road di Lil Nas X e Billy Ray Cyrus è la prima canzone ad accumulare 100 milioni di streaming in nove settimane differenti.
- WAP, di Cardi B featuring Megan Thee Stallion, detiene il record per il maggior numero di streaming accumulati nella prima settimana di diffusione, con 93 milioni.
- Me Porto Bonito, degli artisti portoricani Bad Bunny e Chencho Corleone, è la prima canzone interamente in lingua spagnola a raggiungere la prima posizione della Streaming Songs. Ci è riuscita con la pubblicazione del 30 luglio 2022 grazie a 21,1 milioni di streaming.[36]
- Drake e Taylor Swift sono gli unici artisti ad aver occupato l'intera top 10 in una settimana e gli unici artisti ad aver debuttato nella top 10 con 10 brani differenti simultaneamente.[37]

## La classifica negli anni

### Streaming Songs
2013  ·  2014  ·  2015  ·  2016  ·  2017  ·  2018  ·  2019 · 2020  ·  2021  ·  2022  ·  2023  ·  2024  ·  2025